# Balakəni járás
A Balakəni járás (azeri nyelven: Balakən rayonu) Azerbajdzsán egyik járása. Székhelye Balakən.

A Balakəni járás elhelyezkedése Azerbajdzsánban

## Népesség
- 1999-ben 83 732 lakosa volt, melyből 56 674 azeri (67,7%), 24 415 avar (29,2%), 1 731 grúz, 271 orosz és ukrán, 219 lezg, 43 török, 39 tatár, 3 örmény.
- 2009-ben 89 827 lakosa volt, melyből 65 349 azeri (72,8%), 23 874 avar (26,6%), 128 orosz, 91 lezg, 38 grúz, 34 cahur, 28 török, 11 tatár.